# Sarıkuşak
Sarıkuşak (kurd. Şaruk oder Şarug) ist ein Dorf im Landkreis Karlıova der türkischen Provinz Bingöl. Sarıkuşak liegt in Ostanatolien auf 1990 m über dem Meeresspiegel, ca. 40 km nordöstlich von Karlıova.
Der ursprüngliche Name lautet Şarük. Dieser Name ist beim Katasteramt registriert.
1985 lebten 367 Menschen in Sarıkuşak. 2009 hatte die Ortschaft 187 Einwohner.